# Sentimento

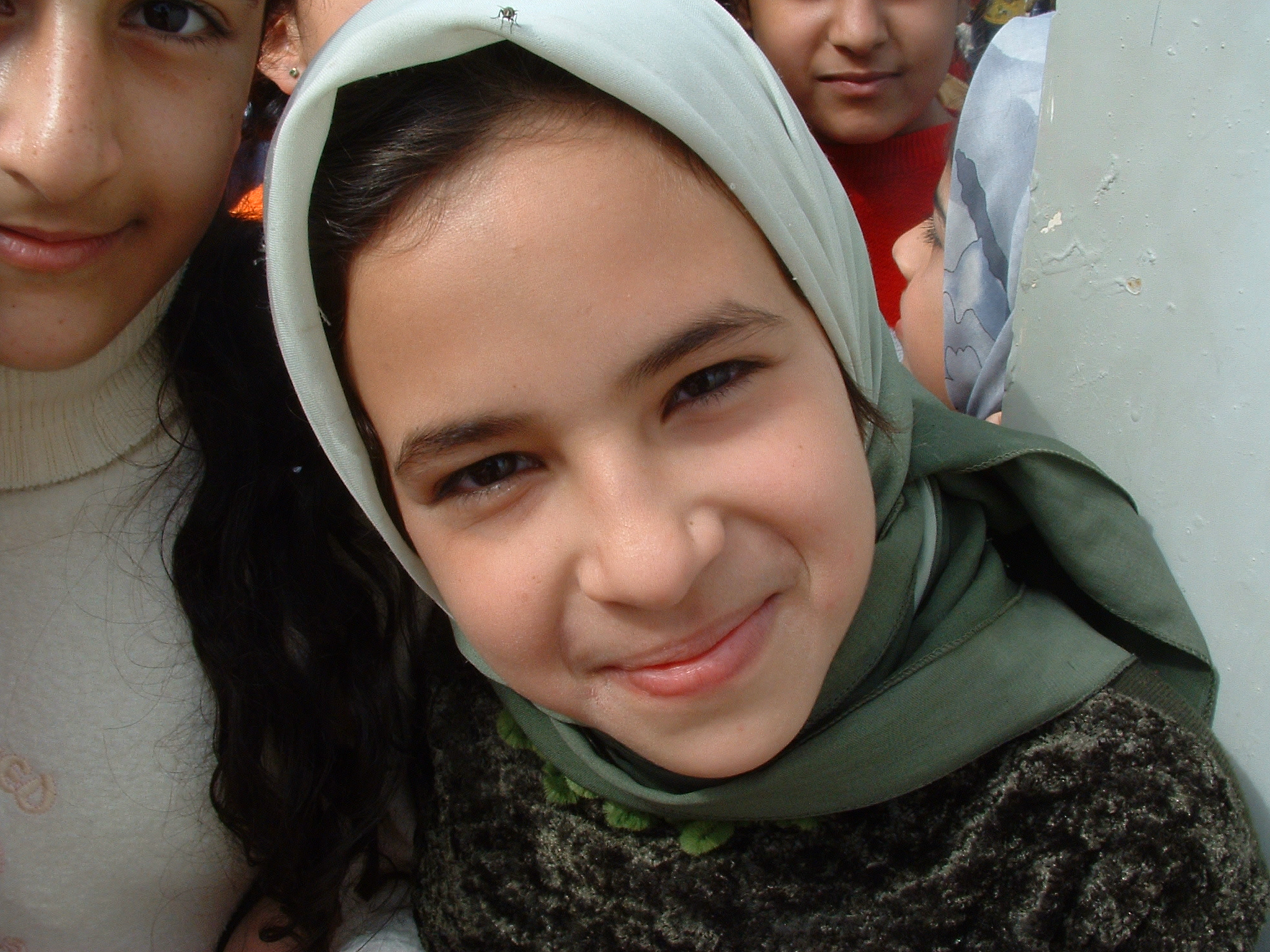
Uma criança sorrindo, expressando felicidade, um exemplo de sentimento humano

Sentimentos são o que seres biológicos são capazes de sentir nas situações que vivenciam. Por exemplo, medo é uma informação de que há risco, ameaça ou perigo direto para o próprio ser ou para interesses correlatos.
A empatia é informação sobre os sentimentos dos outros. Esta informação não resulta necessariamente na mesma reação entre os receptores, mas varia, dependendo da competência em lidar com a situação, e como isso se relaciona com experiências passadas e outros fatores.
O sistema límbico é a parte do cérebro que processa os sentimentos e emoções. Sentimentos humanos podem ser estudados por diversos métodos, como via biologia, fisiologia, filosofia, matemática ou psicologia.

## Valores inatos
Abraham Maslow, professor de Harvard, comentou que todos os seres humanos nascem com um senso inato de valores pessoais positivos e negativos. Somos atraídos por valores pessoais positivos tais como justiça, honestidade, verdade, beleza, humor, vigor, poder (mas não poder abusivo), ordem (mas não preciosismo ou perfeccionismo), inteligência (mas não convencimento ou arrogância). Da mesma forma, somos repelidos por injustiça, morbidez, feiura, fraqueza, falsidade, engano, caos etc. Maslow também declara que valores pessoais positivos são definíveis somente em termos de todos os outros valores pessoais positivos - em outras palavras, não podemos maximizar qualquer virtude e deixar que ela contenha quaisquer valores pessoais negativos sem repulsa.
Por exemplo, a beleza que está associada com o engano se torna repulsiva. A justiça associada com a crueldade é repulsiva. Esta capacidade inata de sentir atração ou repulsão é o fundamento da moralidade - em outras palavras, sentimentos bem entendidos formam a capacidade interior com a qual nascemos para chegar ao que pensamos ser bom/mau e certo/errado.
Este ponto de vista contrasta agudamente com alguns ensinamentos extremistas de algumas religiões e ideais políticos, que querem estabelecer o que é moral - que os humanos nascem num vácuo moral e que é somente a autoridade quem pode dizer aos seres humanos o que é certo e errado. A exploração extremista dos sentimentos aumenta na medida em que os sentimentos não são apenas distinguidos, mas mesmo separados do pensamento crítico.
Algumas religiões, entretanto (algumas correntes atuais do cristianismo), acreditam que o ser humano nasce com princípios morais a ele inatos, e nele colocados por Deus. E que a "imagem e semelhança" ao Deus criador, citada no livro de Gênesis da Bíblia cristã, se referiria na verdade à imagem e semelhança moral a esse Deus criador, e não à aparência física do Deus cristão. Chegando a uma conclusão próxima à de Abraham Maslow, porém não científica.

## Disposição mental
Atualmente o termo sentimento é também muito usado para designar uma disposição mental, ou de propósito, de uma pessoa para outra ou para algo. Os sentimentos assim, seriam ações decorrentes de decisões tomadas por uma pessoa.
Por exemplo, o amor não é o conjunto de emoções (sensações corporais) que a pessoa sente por outra ou algo, mas o ato de sempre decidir pelo bem ou a favor de outro ou algo, independente das circunstâncias. As sensações físicas sentidas surgem como consequência da decisão de amar. Este sentimento é chamado por muitos estudiosos como ágape, ou amor ágape. Já as sensações que a atração física que uma pessoa sente por outra produzem em alguém, não podem ser chamadas de amor, ou de algum tipo de sentimento, mas apenas emoções (sensações corporais), consequentes do instinto que levou essa pessoa a sentir atração física pela outra.
Nesta concepção, um sentimento é uma decisão (disposição mental) que alguém toma em sua mente, ou alma, ou espírito, a respeito de outrem ou algo. Por este conceito, toda e qualquer palavra que denota emoções quando usada, pode ser classificada como sentimento quando se refere a algo que podemos ou não escolher fazer (se é um ato pode-se cometê-lo ou não, não é um instinto fora do controle da consciência) ou seja, que possua uma forma verbal. Exemplos:
- Amor - Amar (pode-se ou não cometer o ato de amar, a si mesmo, a outrem ou a algo);
- Ódio - Odiar (pode-se ou não cometer o ato de odiar, a si mesmo, a outrem ou a algo);
- Alegria - Alegrar (pode-se ou não cometer o ato de alegrar, a si mesmo, a outrem ou a algo);
- Tristeza - Entristecer (pode-se ou não cometer o ato de entristecer, a si mesmo, a outrem ou a algo).

Estes sentimentos (estas decisões ou disposições mentais) porém, vão promover emoções no corpo que, estas sim, serão sentidas. Por isso, uma pessoa que ama outra, por haver tomado essa decisão de amar essa outra, mesmo depois de sofrer algum mal cometido pela pessoa amada, pode continuar amando-a, muitas vezes sem entender como pode amar ao mesmo tempo que sente a emoção característica do momento da ira, ou da dor da traição, ou alguma outra emoção que, racionalmente, poderia conduzir a pessoa que ama a querer deixar de amar.
Um problema que pode confundir o entendimento nesta concepção do que é sentimento, é o fato de que, geralmente, os nomes usados pra se referir a um sentimento, também são os mesmos usados pra se referir às emoções mais características destes mesmos sentimentos.

## A entrega dos sentimentos pelo sonen
A palavra Sonen é uma palavra japonesa que não possui um significado exato para a língua portuguesa. Através de seu nome, possui uma ambiguidade, como vontade, razão e sentimento. Se dá através dessas três razões.
A prática do Sonen foi introduzida como uma prática de fé pelo líder da Igreja Messiânica, Kyoshu-Sama.
Existem diversos passos que se pode começar colocar em prática para viver o Sonen. O primeiro deles é a relação entre a pessoa e Deus, por exemplo. Você pode começar a se conscientizar que somos parte de Deus e que o próximo também é, igualmente.